# The Killing (Amerikaanse televisieserie)
The Killing is een Amerikaanse misdaad/drama televisieserie die op 3 april 2011 in première ging op AMC, en bestond uit 4 seizoenen met in totaal 44 afleveringen. Deze serie is geproduceerd door 21st Century Fox en Fuse Entertainment en is gebaseerd op de Deense televisieserie Forbrydelsen (The Killing). De serie speelt zich af in Seattle en volgt diverse moordonderzoeken door moordrechercheurs Sarah Linden (Mireille Enos) en Stephen Holder (Joel Kinnaman).
AMC meldde in juli 2012 dat de televisieserie na twee seizoenen zou stoppen, maar besloot later toch een derde seizoen te maken na onderhandeling met 21st Century Fox en Netflix. Na het derde seizoen werd in november 2013 besloten om een vierde seizoen te maken, deze werd in augustus 2014 afgerond en hierna besloot men definitief te stoppen met de serie.

## Verhaallijn

### Seizoen 1
Het eerste seizoen vertelt de eerste twee weken van het onderzoek naar de moord op de lokale tiener Rosie Larson. Het vertelt drie belangrijke verhalen: Het onderzoek naar de moord op Rosie, het omgaan met het verdriet van deze moord van de familie Larsen en de campagne van de lokale burgemeesterskandidaat die betrokken raakt in de moordzaak.

### Seizoen 2
Het tweede seizoen vervolgt het onderzoek naar de moord op Rosie Larsen, en onthult geheimen in de familie Larsen. Tevens wordt de mogelijke corruptie en samenzweringen in de politieke campagne en het politiebureau van Seattle onthuld. Het moordonderzoek wordt opgelost na de ontdekking van wie er hierbij betrokken zijn.

### Seizoen 3
Het derde seizoen begint een jaar na het afsluiten van de moord op Rosie Larsen. Rechercheur Holder gaat op zoek naar een vermist meisje, en ontdekt dan meerdere moorden dat een connectie heeft met eerdere moordonderzoeken van rechercheur Linden.

### Seizoen 4
Het vierde seizoen begint met een familietragedie waarbij alleen de zoon het overleeft. Rechercheurs Linden en Holder moeten nu onderzoeken of de zoon de dader of overlever is. De zoon is student op een militaire academie, en het bestuur hiervan werkt het moordonderzoek flink tegen. Ondertussen krijgen de rechercheurs te maken met geesten uit seizoen 3.

## Rolverdeling

### Hoofdrollen
| Acteur             | Personage       | Seizoen |
| ------------------ | --------------- | ------- |
| Mireille Enos      | Sarah Linden    | 1 - 4   |
| Joel Kinnaman      | Stephen Holder  | 1 - 4   |
| Liam James         | Jack Linden     | 1 - 4   |
| Annie Corley       | Regi Darnell    | 1 - 4   |
| Billy Campbell     | Darren Richmond | 1 - 4   |
| Michelle Forbes    | Mitch Larsen    | 1 - 2   |
| Brent Sexton       | Stan Larsen     | 1 - 2   |
| Kristin Lehman     | Gwen Eaton      | 1 - 2   |
| Eric Ladin         | Jamie Wright    | 1 - 2   |
| Brendan Sexton III | Belko Royce     | 1 - 2   |
| Jamie Anne Allman  | Terry Marek     | 1 - 2   |
| Elias Koteas       | James Skinner   | 3       |
| Hugh Dillon        | Francis Becker  | 3       |
| Amy Seimetz        | Danette Leeds   | 3 - 4   |
| Bex Taylor-Klaus   | Bullet          | 3       |
| Julia Sarah Stone  | Lyric           | 3       |
| Max Fowler         | Twitch          | 3       |
| Peter Sarsgaard    | Ray Seward      | 3       |
| Gregg Henry        | Carl Reddick    | 3 - 4   |
| Joan Allen         | Margaret Rayne  | 4       |
| Tyler Ross         | Kyle Stansbury  | 4       |
| Sterling Beaumon   | Lincoln Knopf   | 4       |
| Levi Meaden        | AJ Fielding     | 4       |

### Terugkerende rollen
| Acteur              | Personage                 | Seizoen |
| ------------------- | ------------------------- | ------- |
| Evan Bird           | Tom Larsen                | 1 - 2   |
| Seth Isaac          | Denny Larsen              | 1 - 2   |
| Katie Findlay       | Rosie Larsen              | 1 - 2   |
| Tom Butler          | burgemeester Lesley Adams | 1 - 2   |
| Gary Chalk          | Michael Oakes             | 1 - 2   |
| Brandon Jay McLaren | Bennet Ahmed              | 1 - 2   |
| Ashley Johnson      | Amber Ahmed               | 1 - 2   |
| Callum Keith Rennie | Rick Felder               | 1 - 2   |
| Kacey Rohl          | Sterling Fitch            | 1 - 2   |
| Alan Dale           | senator Eaton             | 1 - 2   |
| Richard Harmon      | Jasper Ames               | 1 - 2   |
| Barclay Hope        | Michael Ames              | 1 - 2   |
| Claudia Ferri       | Nicole Jackson            | 1 - 2   |
| Don Thompson        | Janek Kovarsky            | 1 - 2   |
| Mark Moses          | Erik Carlson              | 2       |
| Brian Markinson     | Gil Sloane                | 2       |
| Ben Cotton          | pastor Mike               | 3       |
| Aaron Douglas       | Evan Henderson            | 3       |
| Nicholas Lea        | Dale Daniel Shannon       | 3       |
| Jewel Staite        | Caroline Swift            | 3 - 4   |

## Afleveringen
| Seizoen | datum eerste aflevering | datum laatste aflevering | aantal afleveringen |
| ------- | ----------------------- | ------------------------ | ------------------- |
| 1       | 3 april 2011            | 19 juni 2011             | 13                  |
| 2       | 1 april 2012            | 17 juni 2012             | 13                  |
| 3       | 2 juni 2013             | 4 augustus 2013          | 12                  |
| 4       | 1 augustus 2014         | 1 augustus 2014          | 6                   |

## Prijzen
- 2012 - Golden Globe - Beste Optreden door een Actrice in een Televisieserie - voor Mireille Enos - genomineerd.
- 2011 - Primetime Emmy Award - Uitstekende Actrice in de Hoofdrol in een Televisieserie - voor Mireille Enos - Genomineerd.
- 2011 - Primetime Emmy Award - Uitstekende Actrice in een Bijrol in een televisieserie - voor Michelle Forbes - genomineerd.
- 2011 - Primetime Emmy Award - Uitstekende regie van een Televisieserie - voor Patty Jenkins - genomineerd.
- 2011 - Primetime Emmy Award - Uitstekende Schrijven van een Televisieserie - voor Veena Sud - genomineerd.
- 2011 - Casting Society of America - Uitstekende Casting voor een Televisieserie - Artios Award - genomineerd.
- 2014 - Critics' Choice Award - Beste Acteur in een Bijrol in een Televisieserie - voor Peter Sarsgaard - genomineerd.
- 2011 - Critics' Choice Award - Beste Actrice in een Televisieserie - voor Mireille Enos - Genomineerd.
- 2011 - Critics' Choice Award - Beste Actrice in een Bijrol in een Televisieserie - voor Michelle Forbes - genomineerd.
- 2012 - Directors Guild of America Award - Beste Regie in een Televisieserie - voor Patty Jenkins - gewonnen.
- 2012 - Leo Award - Beste Acteur in een Bijrol in een Televisieserie - voor Brandon Jay McLaren - genomineerd.
- 2013 - Satellite Awards - Beste Acteur in een Bijrol in een Televisieserie - voor Peter Sarsgaard - genomineerd.
- 2011 - Satellite Awards - Beste Actrice in een Bijrol in een Televisieserie - voor Michelle Forbes - genomineerd.
- 2011 - Satellite Awards - Beste Optreden door een Actrice in een Televisieserie - voor Mireille Enos - genomineerd.
- 2015 - Young Artist Award - Beste Optreden door een Jeugdige Actrice in een Televisieserie - voor Katherine Evans - genomineerd.
- 2014 - Young Artist Award - Beste Optreden door een Jeugdige Acteur in een Televisieserie - voor Connor Beardmore - genomineerd.
- 2014 - Young Artist Award - Beste Optreden door een Jeugdige Actrice in een Televisieserie - voor Laine MacNeil - genomineerd.
- 2013 - Young Artist Award - Beste Optreden door een Jeugdige Acteur in een Televisieserie - voor Seth Isaac Johnson - genomineerd.